# 4144 Владвасильєв
4144 Владвасильєв (4144 Vladvasilʹev) — астероїд головного поясу, відкритий 28 вересня 1981 року.
Тіссеранів параметр щодо Юпітера — 3,185.